# Hiến pháp Cúcuta

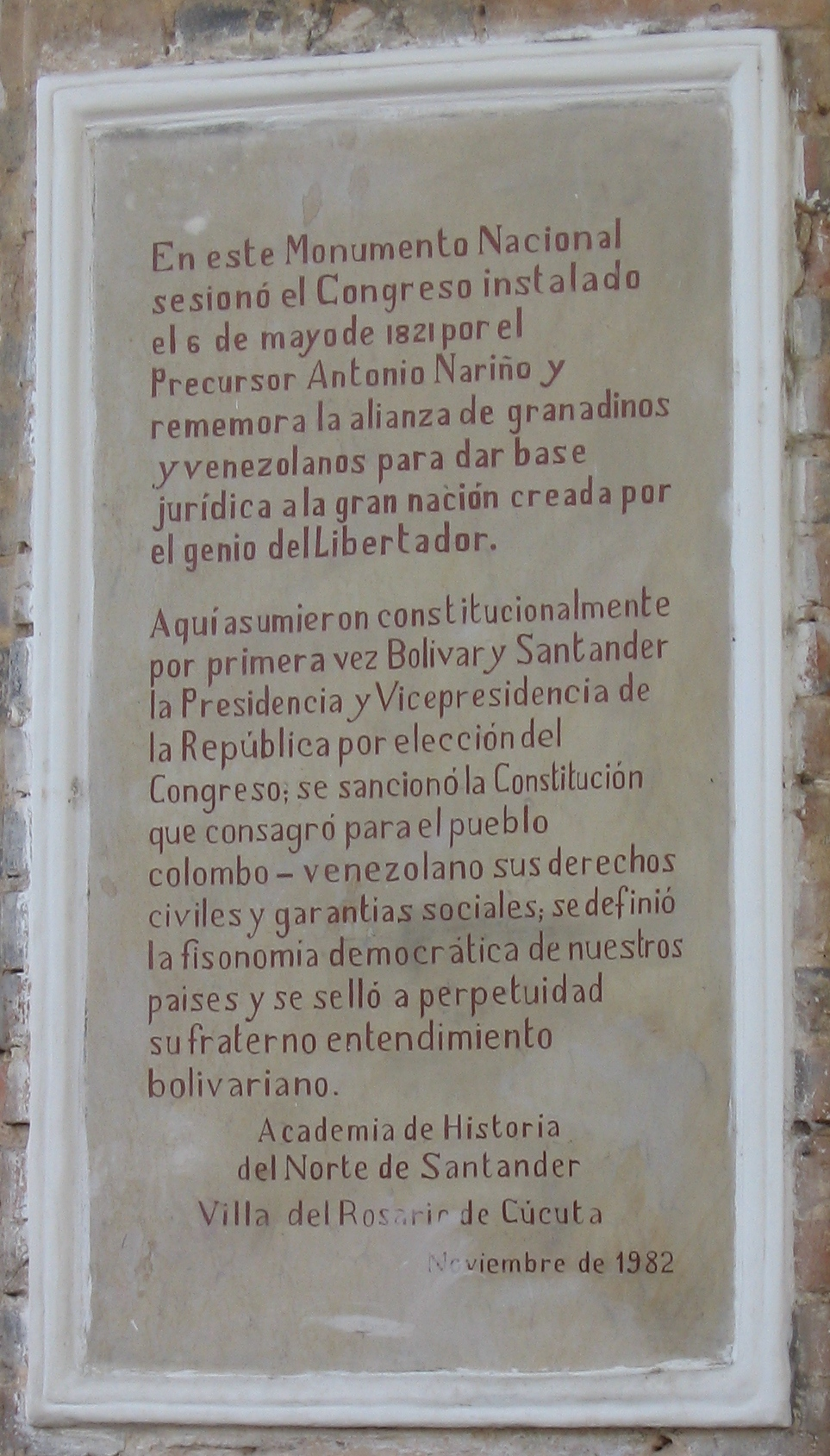
Tập Hiến pháp Cúcuta

Hiến pháp Cúcuta, còn được gọi là Hiến pháp Đại Colombia và Hiến pháp năm 1821, là tài liệu sáng lập và hiến pháp của nước Đại Colombia, thống nhất lãnh thổ của Phó vương quốc Tân Granada như một phần của một liên bang. Nó được ký kết trong Quốc hội Cúcuta vào ngày 30 tháng 8 năm 1821.

## Lịch sử

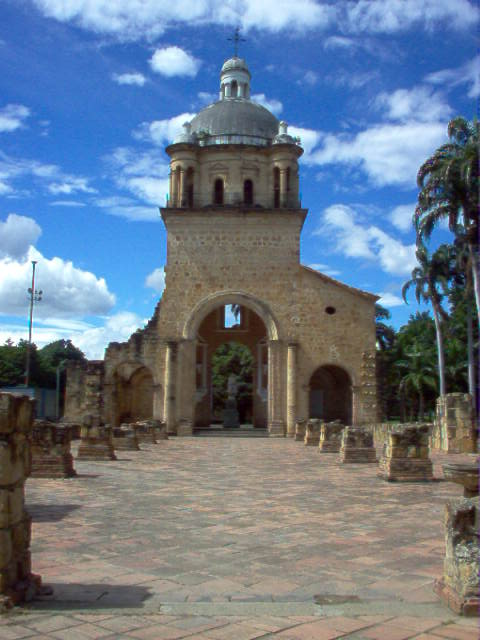
Nhà thờ lịch sử Cúcuta, nơi các đại biểu của Tân Granada (Colombia) và Venezuela đã ký Hiến pháp

Đại hội đã bầu trong Angostura tập hợp lại ở Cucuta sau ngày 24 tháng 6 năm 1821 Battle of Carabobo, đã mang đến cho độc lập tới Venezuela. Sau khi giải phóng Caracas, Cartagena, Popayán và Santa Marta, vào ngày 18 tháng 7, Quốc hội đã nối lại những nỗ lực để soạn thảo Hiến pháp mới để bao gồm các vùng được giải phóng. Dự thảo cuối cùng đã được phê duyệt vào ngày 30 tháng 8 năm 1821 và được tiến hành vào ngày 12 tháng 7 năm 1822. Hiến pháp được cấu trúc thành 10 chương và 91 điều.
Đây được coi là hiến pháp đầu tiên của Colombia, và kéo dài cho đến khi giải thể Đại Colombia vào năm 1831.